# Виборчий округ 119
Виборчий округ 119 — виборчий округ у Львівській області. В сучасному вигляді був утворений 28 квітня 2012 постановою ЦВК №82 (до цього моменту існувала інша система виборчих округів). Окружна виборча комісія цього округу розташовується в будівлі Бродівської районної ради за адресою м. Броди, пл. Ринок, 1.
До складу округу входять Бродівський, Буський і Радехівський райони та частина Кам'янка-Бузького району (окрім території на північ та північний захід від міста Кам'янка-Бузька). Виборчий округ 119 межує з округом 123 на півдні, з округом 118 на південному заході, з округом 122 на заході, з округом 124 на північному заході, з округом 20 на півночі, з округом 154 на північному сході, з округом 164 на сході та з округом 165 на південному сході. Виборчий округ №119 складається з виборчих дільниць під номерами 460001-460148, 460614-460618, 460622-460623, 460625-460643, 460649-460653, 460658, 460663-460664, 460670-460679 та 461003-461058.

## Народні депутати від округу
| Ім'я                       | Фото | Партія                   | Скликання | Дата набуття повноважень | Дата припинення повноважень |
| -------------------------- | ---- | ------------------------ | --------- | ------------------------ | --------------------------- |
| Сех Ірина Ігорівна         |      | Свобода                  | 7-ме      | 12 грудня 2012           | 27 листопада 2014           |
| Бондар Михайло Леонтійович |      | Народний фронт           | 8-ме      | 27 листопада 2014        | 29 серпня 2019              |
| Бондар Михайло Леонтійович |      | Європейська Солідарність | 9-те      | 29 серпня 2019           |                             |

## Результати виборів

### Парламентські

#### 2019
Під час періоду підрахунку голосів виборців парламентських виборах 2019 року, 28 липня 2019 Львівський окружний адміністративний суд постановив, а 1 серпня Восьмий апеляційний адміністративний суд підтвердив цю постанову, провести перерахунок голосів на 6 виборчих дільницях округу №119. Подання до суду здійснив кандидат у народні депутати від цього округу від партії Слуга народу Орест Кавецький. Він вимагав перерахунку голосів на 52 дільницях, аргументуючи це відмінностями в даних протоколів, але суд задовольнив його вимогу лише частково. При цьому в день голосування і після нього не було зафіксовано жодного порушення виборчих законів. В партії Європейська Солідарність це рішення назвали спробою вкрасти перемогу в їхнього кандидата Михайла Бондара, на момент виборів чинного депутата, оскільки Бондар набрав 15.57% голосів, а Кавецький 15.39%, тобто всього лише на 140 голосів менше. В партії зазначили що оскільки порушень помічено не було, то рішення суду є безпідставним та політично вмотивованим. З цього приводу висловився і чинний на той момент народний депутат Микола Княжицький, який назвав цю ситуацією спробою Медведчука через підконтрольні суди проштовхнути свого кандидата (деякі джерела стверджують що бізнес Ореста Кавецького пов'язаний із Віктором Медведчуком). Пізніше, перерахунок голосів підтвердив перемогу Михайла Бондара, і таким чином 119-й мажоритарний округ став одним із двох округів (іншим став 116-й), де перемогу отримав кандидат від партії Європейська Солідарність.

Кандидати-мажоритарники:
- Бондар Михайло Леонтійович (Європейська Солідарність)
- Кавецький Орест Юрійович (Слуга народу)
- Шиба Олег Ярославович (Голос)
- Сліпець Ростислав Степанович (Батьківщина)
- Івах Сергій Ярославович (самовисування)
- Сех Ірина Ігорівна (Свобода)
- Тіщенко Олександр Володимирович (самовисування)
- Іщук Микола Васильович (Радикальна партія)
- Кравчук Віталій Володимирович (самовисування)
- Мацюк Тарас Ярославович (самовисування)
- Дудчак Андрій Богданович (Самопоміч)
- Андрущенко Андрій Олександрович (Громадянська позиція)
- Островський Назарій Іванович (самовисування)
- Ковальчук Ігор Васильович (Народний рух України)

#### 2014
Кандидати-мажоритарники:
- Бондар Михайло Леонтійович (Народний фронт)
- Матківський Олег Богданович (Конгрес українських націоналістів)
- Андрущенко Андрій Олександрович (Радикальна партія)
- Сех Ірина Ігорівна (Свобода)
- Рак Степан Остапович (самовисування)
- Чумак Михайло Михайлович (Батьківщина)
- Грушецький Василь Григорович (Заступ)

#### 2012
Кандидати-мажоритарники:
- Сех Ірина Ігорівна (Свобода)
- Сенчук Сергій Степанович (самовисування)
- Щепанкевич Іван Станіславович (УДАР)
- Коб'ялковський Михайло Степанович (Партія регіонів)
- Кожан Володимир Дмитрович (самовисування)
- Андрущенко Андрій Олександрович (самовисування)
- Яремків Ольга Михайлівна (Наша Україна)
- Стецик Юрій Михайлович (Комуністична партія України)
- Шульба Михайло Степанович (самовисування)
- Матвієнко Ігор Володимирович (Народна партія)
- Туркевич Леся Йосипівна (Українська партія «Зелена планета»)
- Тлємішок Наталія Олександрівна (самовисування)

## Явка
Явка виборців на окрузі: